# Itàlia nord-oriental

Itàlia nord-oriental.

La Itàlia nord-oriental  és aquella part del territori d'Itàlia que comprèn les regions d'Emília-Romanya, Friül-Venècia Júlia, Trentino-Tirol del Sud i Vèneto. També se la coneix com a Itàlia del Nord-est.

## Límits
La Itàlia nord-oriental limita amb Àustria al nord; Eslovènia i el mar Adriàtic, a l'est; a l'oest, amb les regions de Llombardia, Piemont i Ligúria, que pertanyen a Itàlia nord-occidental, i al sud, amb les regions de Toscana i Marques a la Itàlia central.

## Generalitats

### Parlament Europeu
La regió d'Itàlia nord-oriental correspon a una circumscripció electoral del Parlament Europeu, amb dret a 15 escons, el que considerant la població de la regió correspon a un per cada 714.000 habitants.